# Марк Попилий Ленат (консул 359 пр.н.е.)
Вижте пояснителната страница за други личности с името Марк Попилий Ленат.
Марк Попилий Ленат (на латински: Marcus Popillius Laenas) e политик на Римската република през 4 век пр.н.е. Произлиза от плебейската фамилия Попилии.
Избран за консул през 359 пр.н.е. и се бие против галите. През 356, 350 и 348 пр.н.е. той е отново консул. През 350 пр.н.е. той празнува триумф за победа против галите.